# Rhynchospora comata
Rhynchospora comata là loài thực vật có hoa trong họ Cói. Loài này được (Link) Schult. miêu tả khoa học đầu tiên năm 1824.